# Gouverneur de Basse-Californie
Le gouverneur de Basse-Californie (en espagnol : Gobernador de Baja California) est le chef du pouvoir exécutif de l'État de Basse-Californie au Mexique.
La fonction est occupée par Marina del Pilar Ávila Olmeda depuis le 1er novembre 2021.

## Histoire
La fonction est créée en 1952, date à laquelle le territoire du Nord de la Basse-Californie devient le 29e État du Mexique. Alfonso García González est le premier titulaire de la fonction à titre provisoire et son successeur Braulio Maldonado Sández est le premier élu en 1953.
Les gouverneurs successifs appartiennent tous au Parti révolutionnaire institutionnel (PRI) jusqu'en 1989 quand le Parti action nationale (PAN) remporte pour la première fois l'élection gouvernorale. Enfin depuis 2019, c'est le Mouvement de régénération nationale (MORENA) qui détient le poste.

## Élection
Le gouverneur est élu au suffrage universel pour un mandat de six ans et n'est pas rééligible. La dernière élection a eu lieu le 6 juin 2021.

## Liste des gouverneurs
| Mandat      | Nom                           | Parti | Notes                   |
| ----------- | ----------------------------- | ----- | ----------------------- |
| 1952-1953   | Alfonso García González       |       | Gouverneur provisoire.  |
| 1953-1959   | Braulio Maldonado Sández      |       |                         |
| 1959-1965   | Eligio Esquivel Méndez        |       | Mort en fonction.       |
| 1965        | Gustavo Aubanel Vallejo       |       | Gouverneur par intérim. |
| 1965-1971   | Raúl Sánchez Díaz Martell     |       |                         |
| 1971-1977   | Milton Castellanos Everardo   |       |                         |
| 1977-1983   | Roberto de la Madrid Romandia |       |                         |
| 1983-1989   | Xicoténcatl Leyva Mortera     |       | Démissionnaire.         |
| 1989        | Oscar Baylón Chacón           |       | Gouverneur par intérim. |
| 1989-1995   | Ernesto Ruffo Appel           |       |                         |
| 1995-1998   | Héctor Terán Terán            |       | Mort en fonction.       |
| 1998-2001   | Alejandro González Alcocer    |       |                         |
| 2001-2007   | Eugenio Elorduy Walter        |       |                         |
| 2007-2013   | José Guadalupe Osuna Millán   |       |                         |
| 2013-2019   | Francisco Vega de Lamadrid    |       |                         |
| 2019-2021   | Jaime Bonilla Valdez          |       |                         |
| Depuis 2021 | Marina del Pilar Ávila Olmeda |       |                         |